# Williamsfield
Williamsfield és una població dels Estats Units a l'estat d'Illinois. Segons el cens del 2000 tenia 620 habitants.

## Demografia
Segons el cens del 2000, Williamsfield tenia 620 habitants, 238 habitatges, i 162 famílies. La densitat de població era de 188,5 habitants/km².
Dels 238 habitatges en un 31,5% hi vivien nens de menys de 18 anys, en un 57,1% hi vivien parelles casades, en un 9,2% dones solteres, i en un 31,9% no eren unitats familiars. En el 28,2% dels habitatges hi vivien persones soles el 16,4% de les quals corresponia a persones de 65 anys o més que vivien soles. El nombre mitjà de persones vivint en cada habitatge era de 2,57 i el nombre mitjà de persones que vivien en cada família era de 3,2.
Per edats la població es repartia de la següent manera: un 26,3% tenia menys de 18 anys, un 9,5% entre 18 i 24, un 28,9% entre 25 i 44, un 18,4% de 45 a 60 i un 16,9% 65 anys o més.
L'edat mediana era de 35 anys. Per cada 100 dones de 18 o més anys hi havia 88,1 homes.
La renda mediana per habitatge era de 38.854 $ i la renda mediana per família de 46.875 $. Els homes tenien una renda mediana de 32.045 $ mentre que les dones 23.750 $. La renda per capita de la població era de 17.941 $. Aproximadament el 4,3% de les famílies i el 5,3% de la població estaven per davall del llindar de pobresa.

## Poblacions més properes
El següent diagrama mostra les poblacions més properes.